# Zygfryd II Promnitz

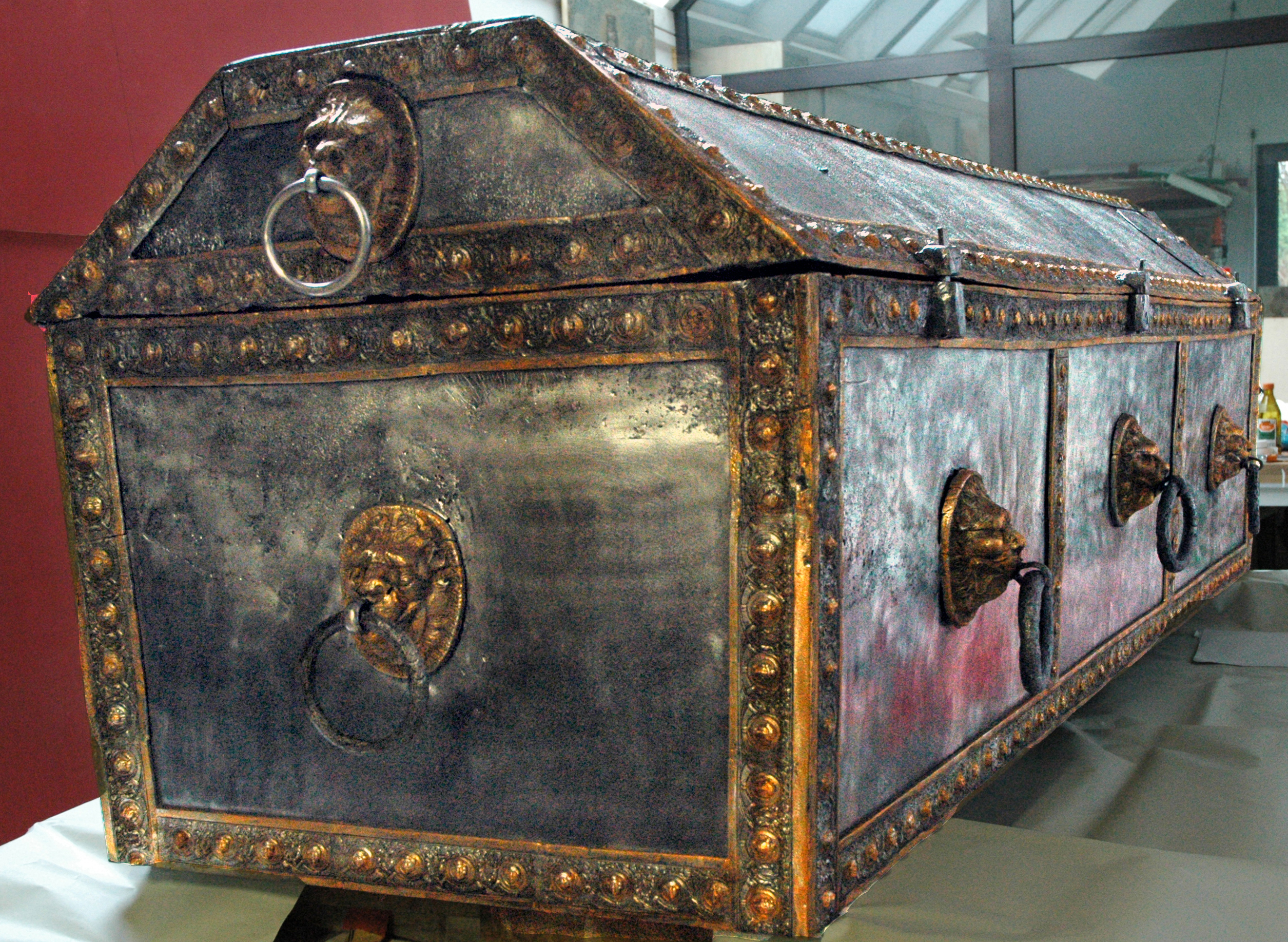
Sarkofag Zygfryda II von Promnitz podczas prac konserwatorskich

Zygfryd (Seyfried) II Promnitz (ur. 1607, zm. 19 grudnia 1650) – wolny pan (niem. Freiherr) Pszczyny i pan Wielkich Strzelec. 
Syn Weighardta Promnitz i Polixeny Pückler. W 1628 r. po osiągnięciu do pełnoletniości przejął część dziedzictwa po swojej matce Polixenie. Zawarł związek małżeński z Kathariną Margaretą Kolowrath-Liebsteinsky, jednakże dwoje dzieci z tego związku, syn Weighardt oraz nieznana z imienia córka zmarło w dzieciństwie. Władał państwem stanowym Niemodlin (niem. Herrschaft Falkenberg) od 22 kwietnia 1648 r., kiedy to na mocy wyroku sądowego, siłą, korzystając z pomocy mieszczan niemodlińskich i milicji opolskiej, odbił zamek z rąk Assmanna Nositza, jednego ze spadkobierców Ernsta Posera, do swej bezpotomnej śmierci w 1650 r.
Jego sarkofag znajduje się wśród sarkofagów w kościele Wszystkich Świętych w Pszczynie.